# 足利市生活路線バス

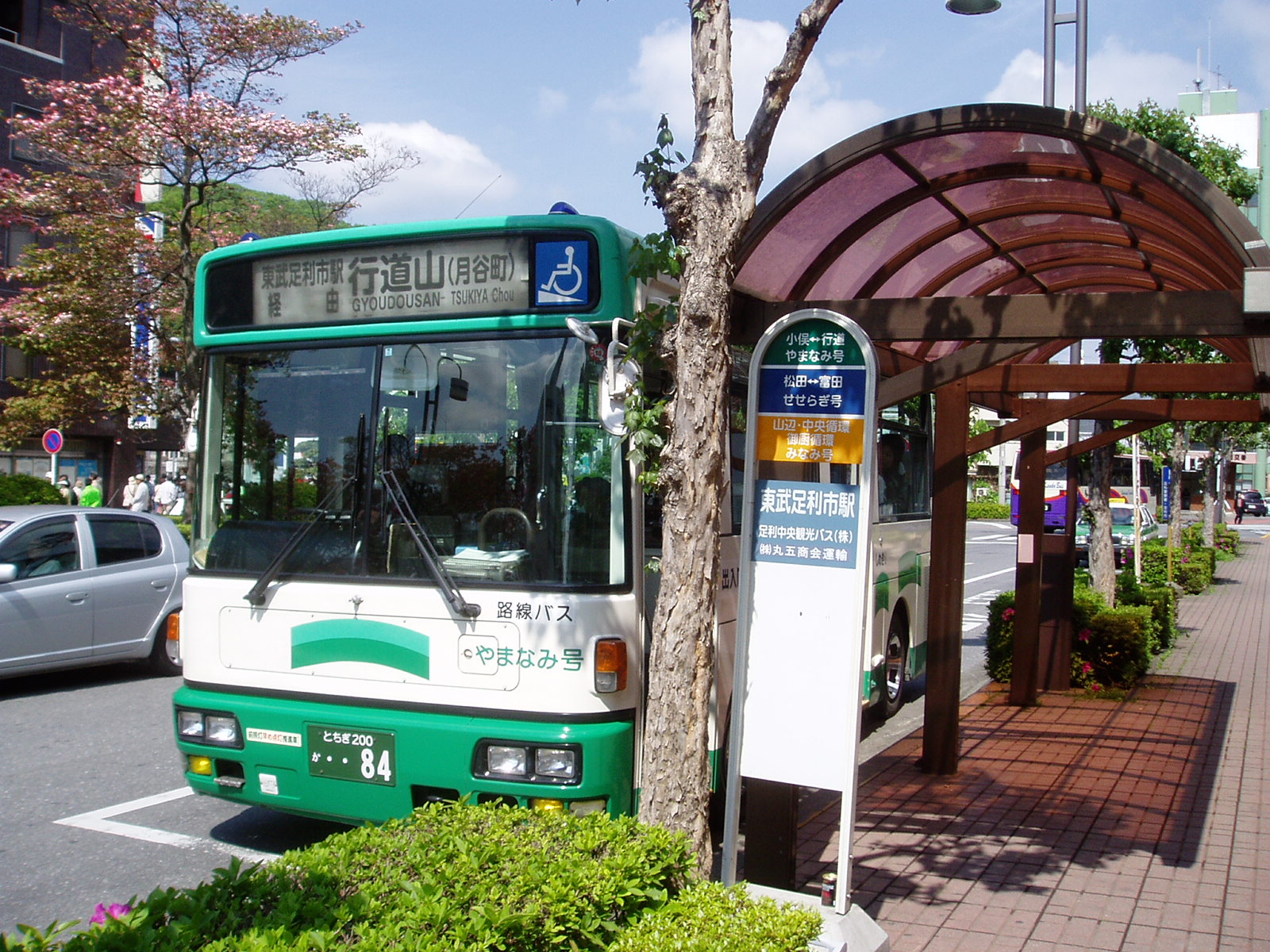
足利市駅南口に止まる旧『やまなみ号』

足利市生活路線バス（あしかがしせいかつろせんバス）は、栃木県足利市のコミュニティバス。愛称は、あしバスアッシー。運行は、足利中央観光バス、足利タクシー、関東自動車に委託している。

## 概要
かつての足利市内には、東武足利市駅とJR足利駅を基点に、東武バスと関東バスの2社が路線バスを運行していた。最盛期の両社は足利市内をはじめ、両毛地区へ路線網を巡らせていた。自家用車の普及などにより、1990年代中頃までに全路線が廃止された。
その廃止路線の中でも足利市内区間を代替する形で4路線が運行されている。

## 沿革
- 1995年（平成7年）
  - 9月30日 - 東武バス（東足利 - 桐生天神町）廃止。市内からの東武バス完全撤退。
  - 10月1日 - やまなみ号（小俣・行道線）とせせらぎ号（松田・富田線）の2路線が運行開始[1]、足利中央観光バスに委託。
- 2003年（平成15年）1月 - みなみ号（山辺・中央循環線、御厨循環線）の2路線が運行開始、国際ハイヤー（2004年1月に国際十王交通に商号変更）足利営業所に委託。
- 2006年（平成18年）4月 - 国際十王交通が足利営業所を閉鎖したことに伴い、みなみ号の委託先を丸五商会に変更。
- 2011年（平成23年）
  - 7月1日 - ダイヤ改正、運行ルート変更を実施。山辺線、御厨線（旧みなみ号）の委託先を足利タクシーに変更[2]。
  - 10月1日 - ダイヤ改正、運行ルート変更を実施。名草線の運行を開始[3]（委託先は足利中央観光バス）[要出典]。
- 2014年（平成26年）
  - 9月 - 生活路線バスの愛称が公募により『あしバス アッシー』に決定[4]。
  - 10月1日 - ダイヤ改正、名草線の運行委託先を足利タクシーに変更[4]。
- 2017年（平成29年）10月1日 - ダイヤ改正、名草線はワゴン車から小型バスへ変更[5]、同線の委託会社を関東自動車へ変更。
- 2019年（令和元年）10月1日 - 運賃改定、ダイヤ改正。デマンド運行の見直し（山辺線・御厨線）、自由乗降区間の拡大（小俣線・松田線・名草線）、運行経路・区間の変更（山辺線・御厨線）。[6]
- 2023年（令和5年） - 南幸楽荘閉鎖に伴い、御厨線の南幸楽荘方面飛び出し区間を廃止。
- 2024年（令和6年）9月17日 - ダイヤ改正。日曜ダイヤの設定（中央循環線を除く7路線）、デマンド運行の見直し（山辺線・御厨線）、運行区間・時刻の変更（行道線・富田線・小俣線・松田線・中央循環線）、路線名の変更（中央循環線をおでかけループに変更）。[7]複数停留所の名称を変更（市役所前→足利市役所前、やすらぎハウス→北幸楽荘、足利高校入口→本城一丁目、女子校前→足利高校前、富田郵便局前→あしかがフラワーパーク駅入口、白髭神社前→白鬚神社前、南分署前→旧南分署前）。中橋の架け替え工事に伴い中橋を経由していた系統は田中橋経由にルートを変更し、これにより美術館前停留所を休止。

## 現行路線
運行委託：足利中央観光バス
- ■小俣線

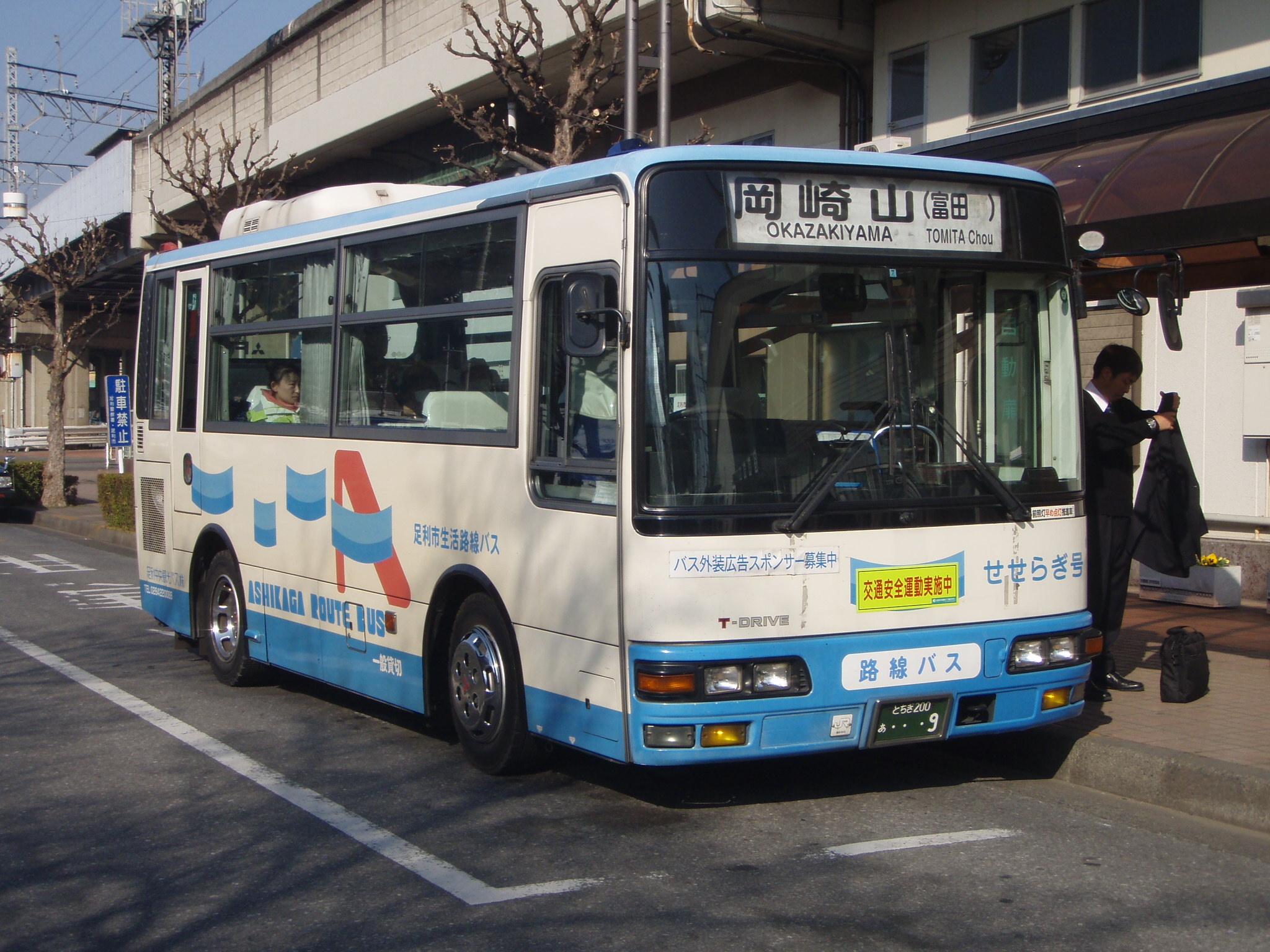
岡崎山行き旧『せせらぎ号』

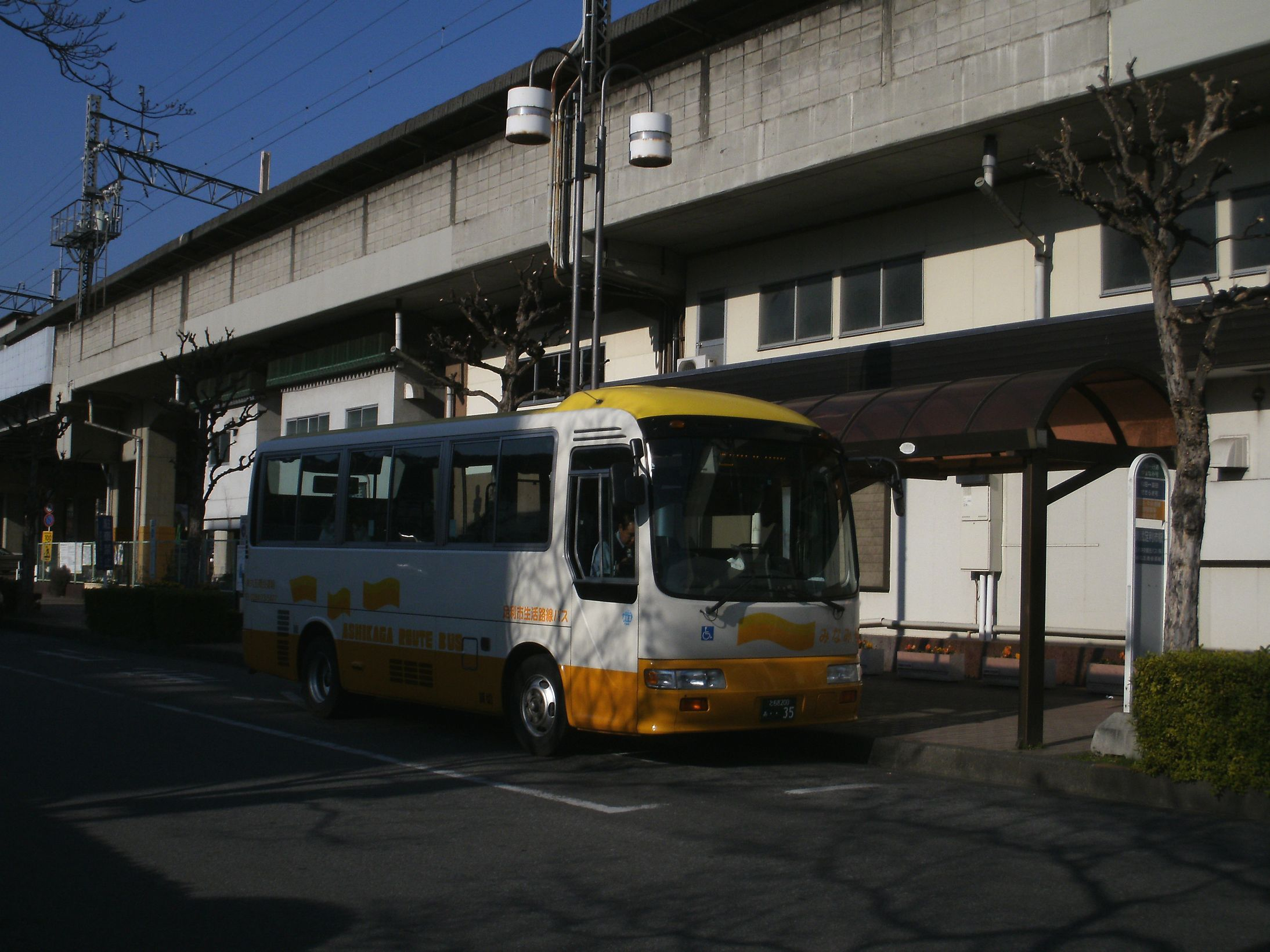
旧『みなみ号』（足利市駅前にて）

  - 10系統：小俣北町 - 小俣公園入口 - 足利西プラザ - 足利大学 - 足利赤十字病院 - 足利市役所前 - アピタ
  - 11系統：小俣公園入口 - 足利西プラザ - 足利大学 - 足利赤十字病院 - 通三丁目 - アピタ
    - 元東武鉄道路線（行動山 - 足利 - 小俣 - 小俣北町）を分割
    - 東武足利市駅へは行道線への継続運行にて経由に変更（朝の上下始発、下り最終便は直接経由）
- ■松田線
  - 20系統：松田町 - 坂西団地 - 足利西プラザ - 春日団地 - 山前小前 - 足利赤十字病院 - 足利市役所前 - アピタ
  - 21系統：坂西団地 - 足利西プラザ - 山前小前 - 足利赤十字病院 - 通三丁目  - アピタ
    - 元東武鉄道路線（岡崎山 - 富田 - 足利 - 松田町）を分割
    - 東武足利市駅へは富田線への継続運行にて経由に変更（朝の上下始発、下り最終便は直接経由）
- ■行道線
  - 30系統：行道山 - 赤松台北 - 本城一丁目 - 足利高校前- 足利学校東 - JR足利駅 - 東武足利市駅 - アピタ
  - 31系統：ココファーム入口 - 赤松台北 - 本城一丁目 - 足利高校前 - 足利学校東 - JR足利駅 -  東武足利市駅 - アピタ
  - 32系統 : 足利高校前 - 足利学校東 - JR足利駅 - 東武足利市駅
  - 元東武鉄道路線（行動山 - 足利 - 小俣 - 小俣北町）を分割
- ■富田線
  - 40系統：岡崎山 - 富田駅 - あしかがフラワーパーク駅入口 - 足利病院 - 毛野新町中央児童公園 - アシコタウンあしかが - JR足利駅 - 東武足利市駅 - アピタ
  - 41系統：東幸楽荘 - 毛野新町中央児童公園 - JR足利駅 - 東武足利市駅 - アピタ
  - 42系統 : アシコタウンあしかが - JR足利駅 - 東武足利市駅 - アピタ
    - 元東武鉄道路線（岡崎山 - 富田 - 足利 - 松田町）を分割
- ■おでかけループ（旧:中央循環線）
  - 71系統（左回り）・72系統（右回り）：JR足利駅 - 東橋 - 山川町 - アシコタウンあしかが - 利保町一丁目 - 北幸楽荘 - ココファーム入口 - 北幸楽荘 - 武道館前 - 足利学校東 - JR足利駅

運行委託：足利タクシー
- ■山辺線
  - 51系統（左回り）・52系統（右回り）：足利赤十字病院 - 足利市役所前 - JR足利駅 - 東武足利市駅 - 野州山辺駅入口 - 南大町 - 矢場川公民館 - 堀込十字路 - アピタ - 東武足利市駅 - JR足利駅 - 足利市役所前 - 足利赤十字病院

運行委託関東自動車
- ■御厨線
  - 61系統（左回り）・62系統（右回り）：足利赤十字病院 - 足利市役所前 - JR足利駅 - 東武足利市駅 - アピタ - ヨークタウン - 福居駅入口 - 筑波小前 - 福居駅入口 - ヨークタウン - アピタ - 東武足利市駅 - JR足利駅 - 足利市役所前 - 足利赤十字病院
- ■名草線
  - 80系統：入名草 - 北幸楽荘 - 江川町自治会館前 - 武道館前 - 足利高校前 - JR足利駅 - 東武足利市駅 - アピタ - 足利赤十字病院
    - 2017年10月1日から、運行委託先が足利タクシーから関東自動車に変更された。
    - 一部便はやすらぎハウス止まりとなる。

## 過去路線
◆2011年9月30日まで
運行委託：足利中央観光バス
- ■小俣線
  - 10系統： 小俣北町 - 小俣公園入口 - 足利西プラザ - 足工大前 - 足利赤十字病院 - 市役所前 - 東武足利市駅 - アピタ
  - 11系統・12系統：小俣公園入口 - 足工大前 - 足利赤十字病院 - 通三丁目 - 東武足利市駅 - アピタ
    - 12系統は11系統のうち、足利赤十字病院発着の区間便だった。
- ■松田線
  - 20系統・21系統：松田町 - 坂西団地 - 足利西プラザ - 春日団地 - 山前小前 - 足利赤十字病院 - 市役所前 - 東武足利市駅 - アピタ
    - 21系統は坂西団地発着の区間便だった。
- ■行道線
  - 30系統・31系統：行道山 - 赤松台北 - 足利高校入口 - 足利学校前 - JR足利駅 - 東武足利市駅 - アピタ
    - 31系統は赤松台北発着の区間便だった。
- ■富田線
  - 40系統・41系統：岡崎山 - 富田駅 - 足利病院 - 毛野新町三丁目 - （ハーヴェストプレース） - JR足利駅 - 東武足利市駅 - アピタ 
    - 41系統は毛野新町三丁目を発着とする区間便で、ハーヴェストプレースを経由しなかった。

運行委託：足利タクシー
- ■山辺線
  - 51系統（左回り）・52系統（右回り）：足利赤十字病院 - JR足利駅 - 東武足利市駅 - 野州山辺駅 - 南大町 - 堀里ニュータウン南 - アピタ - 東武足利市駅 - JR足利駅 - 足利赤十字病院
- ■御厨線
  - 61系統（左回り）・62系統（右回り）：足利赤十字病院 - JR足利駅 - 東武足利市駅 - アピタ - ヨークタウン - 福居駅入口 - 筑波小前 - 南幸楽荘 - 福居駅入口 - ヨークタウン - アピタ - 東武足利市駅 - JR足利駅 - 足利赤十字病院

運行委託：足利中央観光バス
- ■中央環状線（土・日・祝日のみ運行）
  - 71系統（左回り）・72系統（右回り）：JR足利駅 - 山川町 - ハーヴェストプレース - 利保町一丁目 - 市民体育館前 - 足利学校前 - JR足利駅

◆2011年6月30日まで
運行委託：足利中央観光バス
- ■やまなみ号（小俣・行道線）：10系統、11系統
  - 小俣北町 - 小俣駅入口 - 足利西プラザ - 山前駅前 - 東武足利市駅 - 今井病院前 - 市民プラザ - 東武足利市駅 - JR足利駅 - 足利学校前 - やすらぎハウス - 行道山
- ■せせらぎ号（松田・富田線）：20系統、21系統
  - 松田町 - 足利西プラザ - 春日団地 - 市役所前 - 東武足利市駅 - JR足利駅 - 足利病院 - 東幸楽荘 - 富田駅 - 岡崎山

運行委託：丸五商会
- ■みなみ号（山辺・中央循環線）：51系統、52系統
  - 東武足利市駅 - 八幡郵便局 - 矢場川公民館 - ヨークタウン - アピタ前 - 今井病院前 - 東武足利市駅 - JR足利駅 - 足利学校前 - 市役所前 - 東武足利市駅
- ■みなみ号(御厨循環線)：61系統、62系統
  - 東武足利市駅 - 今井病院前 - アピタ前 - ヨークタウン - 福居駅入口 - 協和中入口 - 筑波小前 - 久野小前 - 梁田公民館 - 南幸楽荘 - 上渋垂町 - 福居駅入口 - ヨークタウン - アピタ前 - 今井病院前 - 東武足利市駅

## 運賃
2019年（令和元年）10月1日運賃改定実施

### 普通旅客
- 大人（中学生以上）一般210円、障がい者100円
- 小学生一般100円、障がい者50円
- 高齢者（いきいきパスポート提示者）100円
- 幼児（未就学児）無料

### 一日券
- 大人（中学生以上）一般500円、障がい者250円
- 小学生一般250円、障がい者120円

### その他
- 定期券(一般・通学)、回数乗車券の販売あり。
- 運賃は後払い制、車椅子・ベビーカーでの利用は各事業者へ要問合せ。
- IC乗車カード（PASMO・Suicaなど）は使用不可。

## 車両
- 足利市生活路線バスでは、各運行会社が用意した下記の車両を使用している[6]。
足利中央観光バスではいすゞ・エルガミオや日野・ポンチョ
足利タクシーではトヨタ・ハイエース
関東自動車では三菱ふそう・ローザ

## かつての足利市内の路線バス
- 東武バス

東武バス桐生出張所参照
- 関東バス
  - 足利市駅 - 佐野（関東自動車佐野営業所）
  - 足利市駅 - 静和（東武鉄道静和駅）
  - 足利市駅 - 馬坂（馬坂たばこ屋前）